# 維克 (汝拉州)
維克（法語：Vicques，法語發音：[vik] ⓘ）是瑞士汝拉州的旧市镇，位於該國西北部，面積12.75平方公里，海拔高度455米，2011年人口1,763，八成人口信奉羅馬天主教，人口密度每平方公里138人。

## 外部連結
- Official website （页面存档备份，存于） （法文）